# Quebrada del Portugués
La reserva natural estricta Quebrada del Portugués es un área protegida situada en el departamento Tafí del Valle, provincia de Tucumán, Argentina. Tiene una superficie de 12 000 ha que corresponde a la región de las yungas. Es una de las áreas importantes para la conservación de las aves en Argentina.

## Características generales
El área protegida fue creada en 1996 mediante el decreto-acuerdo 40/1-GOB-1996 del Poder Ejecutivo de Tucumán. En dicho instrumento legal se definieron sus límites tomando en consideración los accidentes geográficos. El límite oriental lo forma el cordón cuyas cumbres destacadas son el Ñuñorco Chico y el Ñuñorco Grande y el lateral occidental el cordón del Nevado de Las Ánimas. La reserva se extiende en el valle creado entre estos cordones, que determina el cauce del río Los Reales, entre El Rincón, al norte y Pueblo Viejo al sur.
El área de la reserva Quebrada del Portugués limita con el parque provincial Los Ñuñorcos y con la reserva forestal La Florida, formando un conjunto integrado de gran importancia en términos de preservación ambiental.

## Topografía
La quebrada del Portugués presenta un relieve abrupto, caracterizado por bruscas pendientes y formaciones graníticas casi verticales, donde los arroyos y cauces menores forman cascadas y saltos. Geológicamente, la quebrada en sí misma es producto de una gran falla, que se interseca con otra semejante en la quebrada del río de Las Ánimas, determinando el paisaje anfractuoso con importantes afloramientos graníticos.

## Flora y fauna

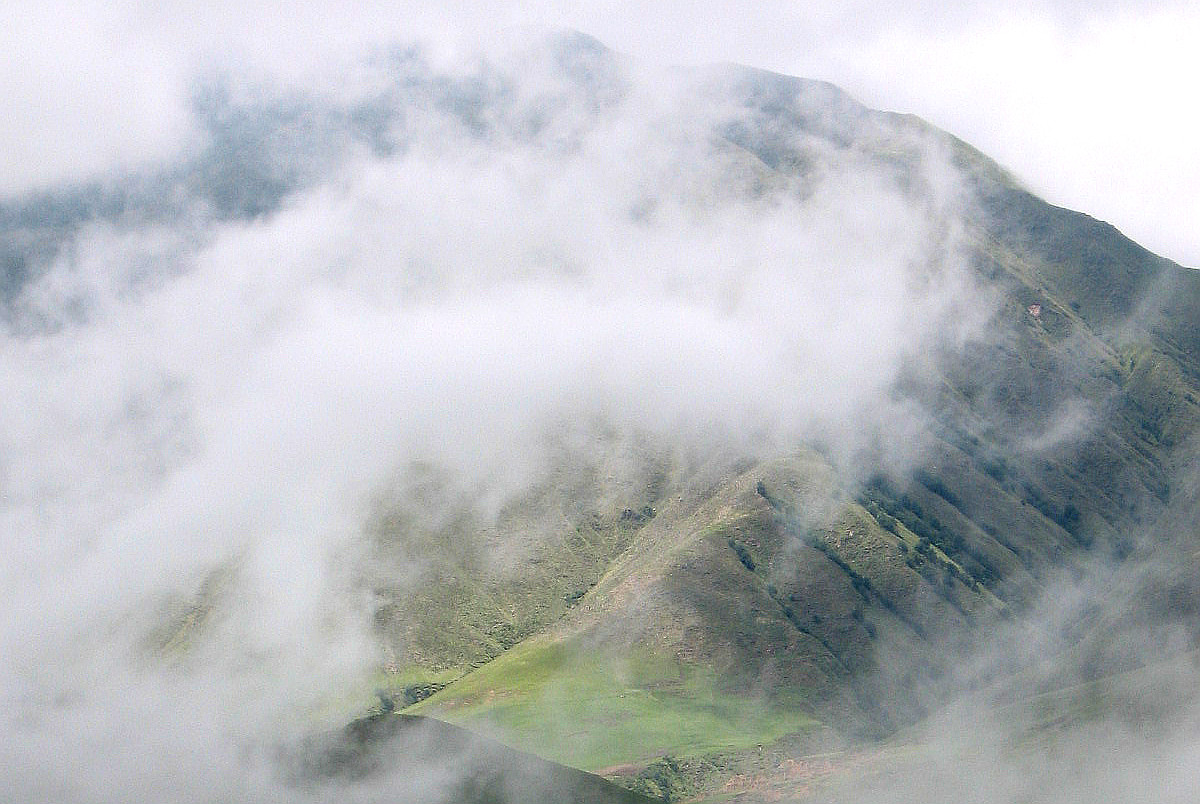
Pastizales de neblina en cercanías de El Rincón, límite norte de la quebrada del Portugués.

La flora característica está compuesta por pastizales de mayor o menor grado de desarrollo, en función a los afloramientos rocosos. En las zonas más bajas y húmedas aibe (Festuca) y flechilla (Stipa), con algunas pequeñas zonas de alisales (Alnus acuminata).
La fauna de la quebrada incluye tarucas (Hippocamelus antisensis), corzuelas coloradas (Mazama americana), pecaríes (Tayassuidae), guanacos (Lama guanicoe) y algunos felinos.

La zona es hábitat de numerosas especies de aves, entre ellas, 	el inambú silbón (Nothoprocta pentlandii), el águila mora (Geranoaetus melanoleucus), el halconcito colorado (Falco sparverius), el tero serrano (Vanellus resplendens), el carpintero dorado gris (Colaptes rubiginosus), churrín ceja blanca (Scytalopus superciliaris), cerquero amarillo (Atlapetes citrinellus), rey del bosque (Pheucticus aureoventris) y zorzal chiguanco (Turdus chiguanco), entre otras.

## Patrimonio científico y cultural
La quebrada del Portugués es una región notablemente rica desde el punto de vista arqueológico e histórico. El decreto de creación de la reserva señala, "Que de los informes técnicos y referencias históricas hacen presumir sobre el seguro hallazgo de yacimientos arqueológicos de las culturas que ocuparon y/o transitaron el sector conocido por la Quebrada del Portugués..." como uno de los objetivos de preservación del área protegida.

Distintas investigaciones coinciden en afirmar que la quebrada del Portugués era desde tiempos prehispánicos la vía de comunicación que vinculaba los valles del noroeste con los llanos del sureste de lo que hoy es la provincia de Tucumán. Se considera que habría estado integrada dentro de una gran espacio asignado a la cultura Tafí, posiblemente entre el siglo I y el IX d. C. 

Sin embargo, algunas evidencias sugieren la presencia de grupos de la cultura santamariana y aun ocupaciones más tardías.
En la cumbre del cerro Ñuñorco grande existen restos arqueológicos que sugieren que pudo haber sido un sitio de ceremonial o de vigilancia dentro de la extensa red del camino del inca.
La quebrada del Portugués fue uno de los principales pasos utilizados en tiempos de la conquista española (Corriente de Norte) para acceder desde el Perú a las llanuras orientales (chaqueñas y pampeanas) y al Río de la Plata.